# Arroyo Agua Dulce
Der Arroyo Agua Dulce ist ein Fluss in Uruguay.
Er entspringt südlich von Andresito in der Cuchilla de Marincho, südlich der Quelle des Arroyo del Medio und südwestlich der kartographisch verzeichneten Punkte Rincón del Palacio/Gruta del Palacio. Von dort verläuft er auf dem Gebiet des Departamentos Flores in nordwestliche Richtung. Er mündet südwestlich von Andresito an der dort gelegenen Grenze zum Nachbardepartamento Soriano als rechtsseitiger Nebenfluss in den Arroyo Grande.